# Margaretha Sambiria
Margaretha Sambiria van Pommeren (circa 1230 - december 1282) was van 1252 tot 1259 koningin-gemaal van Denemarken door haar huwelijk met koning Christoffel I van Denemarken. Daarna was ze regentes van Denemarken voor haar zoon, koning Erik V van Denemarken. Ze behoorde tot het huis Samboriden.

## Levensloop
Margaretha Sambiria was de dochter van hertog Sambor II van Pommeren en diens echtgenote Mathilde, dochter van heer Hendrik Borwin II van Mecklenburg.
In 1248 huwde ze met kroonprins Christoffel van Denemarken, de jongste zoon van koning Waldemar II van Denemarken. In 1252 werd haar echtgenoot onder de naam Christoffel I koning van Denemarken en werd Margaretha gekroond tot koningin-gemalin van Denemarken. In mei 1259 stierf haar echtgenoot. Hun zoon Erik V werd daarop de nieuwe koning van Denemarken. Omdat Erik nog minderjarig was en nog niet zelfstandig kon besturen, werd Margaretha tot in 1264 regentes van Denemarken.
Eriks troonbestijging doorkruiste de erfrechten van de nakomelingen van vroegere Deense monarchen, waarmee ingegaan werd tegen de regels van het senioraat dat in Denemarken gold. De zonen van de vroegere koning Abel hadden echter een slechte reputatie omdat ze zich bezondigd hadden aan moord en broedermoord, waardoor het gemakkelijk was om hun claims te negeren. Dit was ook al zo tijdens het bewind van Christoffel I die de erfopvolging van Erik V wilde verzekeren. De troonsbestijging van Erik V leidde tot een enorme rivaliteit die generaties lang zou aanslepen, maar uiteindelijk waren de nakomelingen van Christoffel I in staat om hun claims op de Deense troon door te drukken.
Tijdens haar regentschap voerde Margaretha disputen met Jakob Erlendsen en de neef van haar echtgenoot, hertog Erik I van Sleeswijk, evenals met de graven van Holstein. Nadat de Denen de slag bij Lohede tegen Holstein hadden verloren, werden Margaretha en Erik V gevangengenomen. Ze konden al snel ontsnappen met de hulp van hertog Albrecht I van Brunswijk.
In 1263 was de rivaliteit tussen Erik V en de zonen van de vroegere koning Abel nog altijd aan de gang. Dit dreef Margaretha ertoe om een brief te schrijven aan paus Urbanus IV, waarin ze hem vroeg om vrouwen toe te laten op de Deense troon. Zo zou het mogelijk zijn om een van Eriks zussen koningin van Denemarken te maken als Erik V zonder nakomelingen zou sterven. Paus Urbanus IV ging hiermee akkoord.
In 1270 stichtte ze de Heilige Kruisabdij in Rostock en doneerde ze geld aan deze abdij.
In haar tijd had Margaretha een reputatie als competente en illuminerende stijl. Ook had ze een wilskrachtig en energiek karakter wat haar de bijnamen Springpaard en Zwarte Greta opleverde. In december 1282 stierf Margaretha, waarna ze werd bijgezet in de kerk van de cisterciënzersabdij van Doberan.

## Nakomelingen
Margaretha en Christoffel kregen drie kinderen:
- Mathilde (overleden tussen 1299 en 1300), huwde in 1268 met markgraaf Albrecht III van Brandenburg
- Margaretha (overleden in 1306), huwde met graaf Johan II van Holstein-Kiel
- Erik V (1249-1286), koning van Denemarken

- Gemeinsame Normdatei: 137338767
- International Standard Name Identifier: 0000 0000 7884 5127
- Library of Congress Control Number: nb2003068554
- Virtual International Authority File: 81543068
- WorldCat: E39PBJv4qqgH7FH3VXYJM9KDbd